# Реакция Мелера
Реакция Мелера — это восстановление кислорода O2 до супероксид-анион-радикала O2-· при помощи электронов, полученных от ферредоксина или же 4Fe-4S кластеров фотосистемы I. Реакция происходит в условиях избыточного освещения, когда пул ферредоксинов и НАДФ+ перевосстановлен и фотосистеме I больше некуда сбрасывать электроны. Супероксид анион затем превращается в перекись водорода (H2O2) и O2 под воздействием фермента супероксиддисмутазы, а H2O2 превращается в воду ферментом аскорбатпероксидазой. Электроны для восстановления кислорода образуются из воды и в конечном итоге возвращаются к воде, образуя цикл. Поэтому процесс называется псевдоциклическим транспортом электронов. Он сходен с циклическим транспортом тем, что не синтезируется НАДФН, а только АТФ. Однако в условиях реакции Мелера соотношение АТФ/АДФ часто высокое, так что имеющегося количества АДФ недостаточно для синтеза АТФ. В результате, в ходе реакции Мелера создается очень высокий градиент протонов на мембране тилакоида.